# 草滩站
草滩站位于中华人民共和国陕西省西安市未央区草滩街道，是西安地铁2号线的一个车站。

## 车站结构
本站为地下两层侧式站台车站，站厅与站台均设置于地下一层，仅在非付费区地下二层设置换向通道，因此乘客在此站换向须要车站工作人员协助，与成都地铁4号线非遗博览园站类似。
- 站徽（2023年8月）
- 南站厅（2023年8月）
- 下客站台（2023年8月）
- 往常宁宫站站台（2023年7月）
- 换向通道北侧入口（2023年7月）
- 返回其他车站的指示（2023年8月）

| 地面     | 出入口                                | A-D出入口                                                              |
| 地下一层 | 北站厅                                | 客务中心、自动售票机、进站闸机、长安通自助机，往A、D出入口（仅供入站） |
| 地下一层 | 侧式站台，右侧开门                    |                                                                        |
| 地下一层 | 2号线往常宁宫（下一站：红会医院北区） |                                                                        |
| 地下一层 | 2号线下客站台                         |                                                                        |
| 地下一层 | 侧式站台，右侧开门                    |                                                                        |
| 地下一层 | 南站厅                                | 客务中心、自动售票机、出站闸机、长安通自助机，往B、C出入口（仅供出站） |
| 地下二层 | 换向通道                              | 非付费区换向通道                                                       |

## 出入口
本站共有4个出入口。虽然车站外的两条市政道路均未通车，但已标注在站内指示牌上。车站方面建议使用最接近连通附近居民区的小路的D出入口。
- 车站周边景象（2023年8月）
- 车站方面的建议告示（2023年8月）

|      |                              |      |
| 编号 | 指引                         | 图片 |
| A    | 建元五路（西）、尚稷路（北） |      |
| B    | 建元五路（西）、尚稷路（南） |      |
| C    | 建元五路（东）、尚稷路（南） |      |
| D    | 建元五路（东）、尚稷路（北） |      |